# Ауелкан Калиулы
Ауелкан Калиулы (15 октября 1939, аул Жетиарал Бурылшынского района Алтайского округа СУАР КНР) — казахский писатель, литературовед, профессор (1992).
Окончил Синьцзянский педагогический институт (1959). С 1995 года — ректор Синьцзянского института просвещения. Труды Ауелкана посвящены вопросам казахского языка и литературы. Автор монографий «Жазушылықтың негіздері» (Урумчи, 1981), «Қaзipгi қазақ тілінің стилистикасы» (Урумчи, 1991), «Қазақ ауыз әдебиетіне шолу» (Урумчи, 1985), сборника научных статей «Әдебиетіміз туралы кейбip ойлар» (Урумчи, 1995), сборника рассказов и эссе «Биіктеген там», «Ауырлықты жер көтереді». Книга «Қазақтың байырғы тұрмыс-салт жырлары» («Казахские древние обрядово-бытовые поэмы», 1997) опубликован на английском языке.